# 坎泰米爾河
坎泰米爾河（烏克蘭語：Кантемір），是烏克蘭西南部的河流，屬於薩卡河的支流。該河發源自新多林斯凯，流經敖德薩州的博爾赫拉德區，河口處於伊萬昌卡東南面，河道全長16公里。